# Kringledammen

Kringledammen, även skrivet Kringeldammen, är en sjö belägen i Kareby i Kungälvs kommun, cirka 3 km öster om Kareby korsväg. Sjön var sedan tidigt 1960-tal hemmaplan för Kareby IS bandylag. Bredvid sjön ligger en klubbstuga, en grusfotbollsplan och en tennisplan.